# Albedo (botanica)
L'albedo (genere femminile, dal latino albedo, bianchezza) in botanica è lo strato interno, in genere di colore bianco, della buccia caratteristica degli agrumi. 

## Caratteristiche

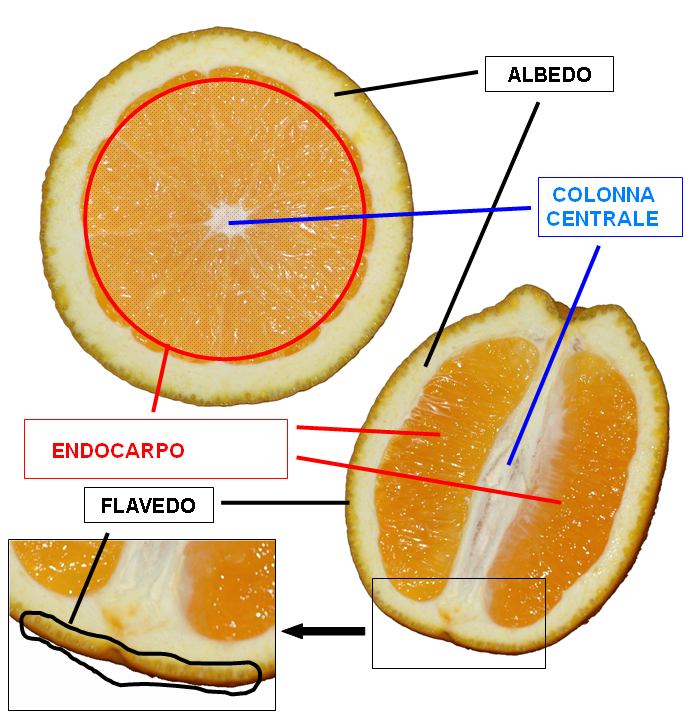
Posizione dell'albedo in un'arancia.

L'albedo è la parte che nell'esperidio (il frutto tipico degli agrumi) rappresenta il mesocarpo.
Ha consistenza spugnosa e le cellule che lo costituiscono sono separate tra loro da numerosi spazi vuoti. È in continuità con un asse centrale, di costituzione analoga, e con i setti biancastri che separano tra loro gli spicchi che costituiscono l'endocarpo.
Ha un alto contenuto di pectina.

## Utilizzo
L'albedo che residua dalla produzione dei succhi di frutta viene utilizzato per la produzione industriale della pectina. È inoltre la base per la tradizionale produzione di canditi, effettuabile anche a livello casalingo. Per il potere antiossidante dei flavonoidi, dei quali l'albedo è ricco, gli vengono attribuite varie proprietà medicinali, tra le quali quella di favorire la circolazione periferica e l'assorbimento della vitamina C da parte dell'organismo umano.